# Vinzenz Baier
Vinzenz Baier (* 11. April 1881 in  Schatzlar, Böhmen; † 1. Oktober 1955) war ein österreichisch-deutscher Architekt und Hochschullehrer sowie Rektor an der Deutschen Technischen Hochschule in Brünn.

## Leben
Baier besuchte von 1892 bis 1899 das Gymnasium in Trautenau  und studierte bis 1905 an der k. k. Technischen Hochschule Wien; er war Schüler von Karl König.
Er war Professor an der Staatsgewerbeschule Innsbruck und war deren Fachvorstand von 1906 bis 1909. 1915 wechselte er an die Deutsche Technische Hochschule Brünn und war von 1921 bis zur Flucht 1944 Professor für Baukunst; 1930 wurde er Dekan und 1923 Rektor. Von 1936 bis 1938 war er zudem Konservator des staatlichen Denkmalamtes in Brünn für die Region Mikulov.
Er zählte mit den Kollegen Heinrich Fanta, Emil Tranquillini und Emil Leo zu der jüngeren Architektengeneration an der Deutschen Technischen Hochschule in Brünn. Er hatte sein Atelier zunächst in Innsbruck, später in Trautenau und wurde wie Leopold Bauer, Emil Hoppe, Otto Schönthal, Josef Hofbauer, Oskar Strnad und Eduard Hütter der „Wiener Hoffmannschen Tradition“ zugeordnet.
Er war Mitglied der Gemeinschaft deutscher Architekten, Vize-Präsident des Werkbundes der Deutschen in der Tschechoslowakischen Republik und Präsident des Deutsch-mährischen Kunstgewerbebundes.
Er heiratete am 2. September 1911 Emmy geb. Seltz; aus der Ehe stammte die Tochter Emmy (* 7. Mai 1913).

## Projekte und Bauten
Im Stadtteil Parschnitz (heute: Poříčí) von Trautenau  steht die Kirche der Heiligen Peter und Paul, die nach den Plänen von Vincenz Baier von 1897 bis 1903 entstand.
In Innsbruck arbeitete er das Projekt für die Erweiterung der Pfarrkirche in Rossitz  aus.
1915 erhielt er für seine mit Franz Lukesch (1875–1931) verfasste Einreichung zu dem vom k.k. Ministerium für Kultus und Unterricht ausgelobten Wettbewerb Kriegsdenkmäler eine ehrende Anerkennung.
Der Entwurf für den Pavillon des Werkbundes der Deutschen in der Tschechoslowakischen Republik 1926 für eine Ausstellung in Brünn stammte von ihm. Zusammen mit den Architekten Zoltán Egri und Othmar Fraas entwarf er den deutschen Pavillon der Deutschen Gesellschaft für Wissenschaft und Kunst für das tschechische Staatsjubiläum 1928.